# Paratiara digitalis
Paratiara digitalis är en nässeldjursart som beskrevs av Paul Torben Lassenius Kramp och Damus 1925. Paratiara digitalis ingår i släktet Paratiara och familjen Protiaridae. Inga underarter finns listade i Catalogue of Life.